# جامعة ماساتشوستس في دارتموث
جامعة ماساتشوستس في دارتموث (بالإنجليزية: University of Massachusetts Dartmouth)‏ وتسمى اختصاراً يوماس دراتموث (بالإنجليزية: UMass-Dartmouth)‏، كما تختصر أيضاً بالإنجليزية إلى UMassD و UMD، هي إحدى جامعات منظومة ماساتشوستس الخمس. يقع حرمها الرئيسي في شمال دارتموث بولاية ماساتشوستس الأمريكية، في قلب منطقة الساحل الجنوبي بين مدينتي نيو بدفورد في الشرق وفول ريفر (بالإنجليزية: Fall River)‏ في الغرب.
يبلغ عدد طلبة جامعة ماساتشوستس في دارتموث 9155 طالباً، ما بين طلبة في المرحلة الجامعية الأولى وطلبة دراسات عليا، وقد بلغ عدد الطلبة المقيمين داخل الحرم الجامعي سنة 2008 حوالي 4173 طالباً. وتمنح الجامعة درجات علمية في 61 مجالاً دراسياً في المرحلة الجامعية الأولى و32 تخصصاً في الدراسات العليا، وعدد أعضاء هيئة التدريس الأساسيين بالجامعة أكثر من 300 عضواً.